# Troféu Mulher Imprensa
Troféu Mulher Imprensa (Trophée de la presse féminine) est un prix brésilien créé par la revue Imprensa, qui vise à reconnaître le travail des femmes dans le journalisme brésilien,. Il est créé en 2005.

## Lauréates
| Lauréate                | Lieu de travail                           | Catégorie(s)                                                      | Édition                                |
| ----------------------- | ----------------------------------------- | ----------------------------------------------------------------- | -------------------------------------- |
| Adriana Carranca        | O Estado de S. Paulo / O Globo            | Envoyée spéciale                                                  | 11e                                    |
| Adriana de Castro       | Rede Mulher                               | Télévision                                                        | 3e                                     |
| Adriana Zehbrauskas     | Freelancer                                | Photographe                                                       | 8e                                     |
| Alexandra Fiori         | Agência Radioweb                          | Redactrice en chef                                                | 7e                                     |
| Alice Maria Reiniger    | ?                                         | Prix spécial de la contribution au journalisme                    | 5e                                     |
| Ana Amelia Lemos        | Zero Hora                                 | Éditorialiste                                                     | 2e                                     |
| Ana Araujo              | Photographe freelancer                    | Photographe                                                       | 7e                                     |
| Ana Carolina Fernandes  | Photographe freelancer                    | Photojournaliste                                                  | 11e                                    |
| Ana Dubeux              | Correio Braziliense                       | Redactrice en chef                                                | 2e et 9e                               |
| Ana Lucia Ventorim      | CDI                                       | Chargée de presse                                                 | 3e                                     |
| Ana Paula Padrão        | SBT                                       | Télévision Redactrice en chef                                     | 1re, 2e et 3e                          |
| Ana Paula Paiva         | IstoÉ Dinheiro / IstoÉ Gente              | Photographe                                                       | 2e et 3e                               |
| Ana Paula Rodrigues     | Radio SulAmérica Trânsito                 | Radiojournaliste                                                  | 9e                                     |
| Andrea Dip              | Agência Pública                           | Internet                                                          | 11e                                    |
| Annaclarice Almeida     | Diário de Pernambuco                      | Photographe                                                       | 10e                                    |
| Bia Fovitzky            | CDN                                       | Chargée de presse                                                 | 2e                                     |
| Bia Kunze               | Blog Garota sem Fio                       | Médias sociaux                                                    | 7e                                     |
| Carolina Ercolin        | Radio Bandeirantes                        | Radio                                                             | 6e et 9e                               |
| Catia Seabra            | Folha de S.Paulo                          | Journal                                                           | 9e                                     |
| Cátia Tofoletto         | CBN                                       | Radio                                                             | 7e                                     |
| Cláudia Trevisan        | O Estado de S. Paulo                      | Journal                                                           | 10e                                    |
| Claudia Vassallo        | Revue Exame/Editora Abril                 | Redactrice en chef Prix spécial de la contribution au journalisme | 6e et 10e                              |
| Cleisla Garcia          | Rede Record                               | Télévision                                                        | 4e                                     |
| Consuelo Dieguez        | Revue Piauí                               | Revue                                                             | 7e                                     |
| Cristiana Lôbo          | Globonews                                 | Télévision                                                        | 11e                                    |
| Cristiane Barbieri      | Jornalista freelancer                     | Revue                                                             | 11e                                    |
| Cristina Piasentini     | Rede Globo                                | Redactrice en chef                                                | 8e                                     |
| Cynara Menezes          | Blog Socialista Morena                    | Médias sociaux                                                    | 9e                                     |
| Daniela Braun           | IDG NOW!                                  | Internet                                                          | 6e                                     |
| Daniela Falcão          | Ex-Trip e TPM                             | Revue                                                             | 1re                                    |
| Daniela Florenzano      | Radio SulAmérica Trânsito                 | Radiojournaliste                                                  | 6e                                     |
| Daniela Pinheiro        | Piauí                                     | Journal ou Revue Revue                                            | 4e, 8e, 9e et 10e                      |
| Denise Campos de Toledo | Jovem Pan FM                              | Éditorialiste                                                     | 3e et 11e                              |
| Edilene Lopes           | Radio Itatiaia                            | Radio                                                             | 11e                                    |
| Eliana Araújo           | Ministério do Planejamento                | Chargée de presse                                                 | 5e                                     |
| Eliane Brum             | Época / El País                           | Journaliste indépendante Revue Médias sociaux                     | 5e, 6e, 10e et 11e                     |
| Eliane Cantanhêde       | O Estado de S. Paulo                      | Journal                                                           | 11e                                    |
| Eliane Santos           | SEBRAE-SP                                 | Chargée de presse                                                 | 8e                                     |
| Elvira Lobato           | Folha.com                                 | Internet                                                          | 8e                                     |
| Fátima Bernardes        | Jornal Nacional / TV Globo                | Télévision                                                        | 8e                                     |
| Gabriela Guerreiro      | Folha Online                              | Internet                                                          | 5e                                     |
| Glória Maria            | TV Globo                                  | Prix spécial de la contribution au journalisme                    | 9e                                     |
| Graça Foster            | Petrobras                                 | Personnalité de l'année                                           | 10e                                    |
| Hilda Costa             | Jovem Pan FM                              | Radiojournaliste                                                  | 2e et 3e                               |
| Inês de Castro          | BandNews FM                               | Éditorialiste                                                     | 9e                                     |
| Izilda Alves            | Jovem Pan FM                              | Radio                                                             | 2e et 3e                               |
| Kátia Pereira           | Radio Itatiaia                            | Radiojournaliste                                                  | 11e                                    |
| Kiki Moretti            | In Press Porter Novelli                   | Chargée de presse                                                 | 10e                                    |
| Leda Nagle              | ?                                         | Prix spécial de la contribution au journalisme                    | 7e                                     |
| Lenise Pinheiro         | Photographe freelancer                    | Photographe                                                       | 6e                                     |
| Lilian Witte Fibe       | UOL                                       | Internet                                                          | 1re                                    |
| Lúcia Faria             | Lúcia Faria - Inteligência em Comunicação | Chargée de presse                                                 | 9e                                     |
| Lucia Hippolito         | CBN / GloboNews                           | Radio                                                             | 1re, 2e, 4e, 5e, 6e et 11e             |
| Malu Weber              | Votorantim                                | Chargée de presse                                                 | 11e                                    |
| Mara Luquet             | CBN                                       | Éditorialiste                                                     | 8e                                     |
| Maria Cristina Poli     | TV Cultura                                | Télévision                                                        | 9e                                     |
| Maria do Carmo Calmon   | Rodosol                                   | Chargée de presse                                                 | 3e                                     |
| Maria Inês Dolci        | Folha.com                                 | Médias sociaux                                                    | 8e                                     |
| Maria Inês Nassif       | Jornal GGN                                | Internet                                                          | 10e                                    |
| Maria Lima              | O Globo                                   | Journal                                                           | 7e                                     |
| Mariana de Freitas      | Radioweb                                  | Internet                                                          | 3e                                     |
| Mariana Ferrão          | Band                                      | Télévision                                                        | 2e                                     |
| Marilia Gabriela        | ?                                         | Prix spécial de la contribution au journalisme                    | 6e                                     |
| Marisa Abel             | Editora Profashional                      | Journal ou Revue                                                  | 3e                                     |
| Mariza Tavares          | CBN                                       | Redactrice en chef                                                | 4e et 5e                               |
| Marlene Bergamo         | Folha de S.Paulo                          | Photographe                                                       | 4e et 9e                               |
| Michelle Trombelli      | BandNews FM                               | Radio                                                             | 8e et 10e                              |
| Miriam Leitão           | TV Globo / GloboNews / O Globo            | Télévision                                                        | 3e, 4e, 5e, 6e, 7e, 8e, 9e, 10e et 11e |
| Monalisa Perrone        | Rede Globo                                | Télévision                                                        | 6e, 7e, 8e et 9e                       |
| Mônica Albuquerque      | Rede Globo                                | Chargée de presse                                                 | 4e                                     |
| Mônica Bergamo          | BandNews FM / Folha de S.Paulo            | Journal                                                           | 1re, 4e, 6e, 7e, 9e, 10e et 11e        |
| Mônica Poker            | CBN                                       | Radio                                                             | 4e                                     |
| Mônica Waldvogel        | Rede Globo                                | Prix spécial de la contribution au journalisme                    | 8e                                     |
| Natália Viana           | Repórter independente / Agência Pública   | Internet                                                          | 7e et 9e                               |
| Patrícia Campos Mello   | Folha de S.Paulo                          | Journal                                                           | 11e                                    |
| Patricia Travassos      | SBT                                       | Télévision                                                        | 3e                                     |
| Raquel Schneider        | Radioweb                                  | Internet                                                          | 4e                                     |
| Renata Cafardo          | O Estado de S. Paulo                      | Journal                                                           | 6e                                     |
| Renata Coltro           | Unilever                                  | Chargée de presse                                                 | 10e                                    |
| Renata Vasconcellos     | Bom Dia Brasil/Rede Globo                 | Télévision                                                        | 7e                                     |
| Rita Durigan            | Publicis Brasil                           | Chargée de presse                                                 | 9e                                     |
| Roberta Santo           | A!Fonte Comunicação Integrada             | Chargée de presse                                                 | 7e                                     |
| Rosana Hermann          | Blog Querido Leitor                       | Blog Médias sociaux                                               | 2e et 6e                               |
| Rosane Marchetti        | RBS TV                                    | Télévision                                                        | 10e                                    |
| Roseann Kennedy         | CBN                                       | Radio                                                             | 5e                                     |
| Roxane Ré               | CBN                                       | Radiojournaliste                                                  | 4e et 5e                               |
| Sandra Annenberg        | TV Globo                                  | Télévision                                                        | 4e, 5e, 10e et 11e                     |
| Shasta Darlington       | CNN                                       | Envoyée spéciale                                                  | 11e                                    |
| Sheila Magalhães        | BandNews FM                               | Redactrice en chef                                                | 10e et 11e                             |
| Silvia Bessa            | Diário de Pernambuco                      | Journaux e Revues                                                 | 2e                                     |
| Simone Marinho          | O Globo                                   | Photographe                                                       | 5e                                     |
| Sonia Blota             | Band                                      | Télévision                                                        | 2e, 5e et 11e                          |
| Sônia Racy              | O Estado de S. Paulo                      | Éditorialiste                                                     | 3e                                     |
| Taís Lobo               | A4 Comunicação                            | Chargée de presse                                                 | 6e                                     |
| Tatiana Vasconcellos    | BandNews FM                               | Radiojournaliste                                                  | 7e, 8e et 10e                          |
| Ticiana Villas Boas     | Jornal da Band                            | Télévision                                                        | 6e                                     |
| Vera Araújo             | O Globo                                   | Journal                                                           | 8e                                     |
| Yara Peres              | CDN                                       | Chargée de presse                                                 | 4e et 11e                              |